# Ancistrocerus tenellus
Ancistrocerus tenellus är en stekelart som först beskrevs av Kostylev 1935.  Ancistrocerus tenellus ingår i släktet murargetingar, och familjen Eumenidae. Inga underarter finns listade i Catalogue of Life.